# Buakaw Banchamek
Sombat (Buakaw) Banchamek (Surin, 8 mei 1982), ook bekend als Buakaw Por. Pramuk, is een Thais Muay Thaibokser. Buakaw is een meervoudig wereldkampioen in verschillende uitvoeringen en tweevoudig winnaar van de K-1 World MAX.
Buakaw begon toen hij acht jaar oud was met thaiboksen in zijn eigen provincie Surin in het noordoosten van Thailand. Hij verhuisde naar Chachoengsao toen hij 15 was en werd getraind door de Por. Pramuk Gym. Hij won verscheidene titels in Bangkok. 
In 2004 werd Buakaw de K-1 MAX kampioen in Japan, nadat hij Masato versloeg in de finale. In 2005 werd hij bijna weer kampioen van het toernooi, maar verloor na een extra ronde door een controversiële beslissing van de Nederlander Andy Souwer. In 2006 stond hij weer tegen Souwer in de finale, maar sloeg hem deze keer K.O. en won zijn tweede K-1 titel. In 2007 verloor hij van Masato in de kwartfinale.
In 2010 won hij het Shoot Boxing World Tournament.